# La sesión cubana
La sesión cubana è il dodicesimo album in studio del cantante italiano Zucchero Fornaciari, pubblicato il 20 novembre 2012. L'album è stato presentato l'8 dicembre 2012 a L'Avana, in un concerto a cui hanno partecipato circa 70 000 spettatori (evento riproposto nell'album live Una rosa blanca), e che viene ritenuto il secondo più grande concerto mai tenuto da un cantante straniero nella Cuba sotto embargo, e promosso grazie a due tournée: La sesión cubana World Tour dall'inizio di aprile 2013 alla fine di luglio dello stesso anno, e l'Americana Tour del 2014.

## Il disco

### Concezione
Riguardo al suo nuovo progetto discografico Fornaciari ha detto:
(Zucchero)
Definito da Zucchero come un «sogno inseguito da parecchi anni», La sesión cubana è stato interamente registrato a Cuba ed è composto da un mix di inediti, cover e vecchi successi, con diverse collaborazioni tra le quali quelle di Bebe e Djavan. Ruolo attivo hanno avuto anche il produttore Don Was e di Michael Brauer. Il cantante emiliano ha dichiarato che la scelta del luogo - Cuba - non ha risvolti politici, ma è semplicemente dettata dalla passione che si respira in questo paese nei confronti della musica. Questo disco rimarrà una sperimentazione isolata nel percorso musicale del cantautore reggiano.

### Canzoni
Le canzoni che costituiscono questo album possono essere suddivise in tre gruppi: gli inediti, le cover ed i vecchi brani ri-arrangiati. I brani inediti sono tre: Guantanamera (Guajira) (versione arrangiata in italiano dell'omonima canzone popolare cubana Guantanamera), Love Is All Around e Sabor a ti. Da notare come, per l'incisione della melodia di quest'ultimo brano il cantante abbia ripreso l'arpeggio di Anna Solatia dell'album Miserere. Le cover sono quattro. Nena e Pana provengono entrambe dal primo album dei Malo uscito nel 1972, la seconda cantata in duetto con la cantante spagnola Bebe. Never Is a Moment è stata originariamente scritta dall'americano Jimmy LaFave. Ave Maria no morro è cantata con il cantante brasiliano Djavan. Ed infine, i brani dello stesso Zucchero ri-arrangiati sono sei: Baila, Un kilo, Così celeste, Cuba libre, Indaco dagli occhi del cielo (la quale è una cover pubblicata nel 2004 del brano Everybody's Got to Learn Sometime dei Korgis) e L'urlo. È disponibile su ITunes una bonus-track di Cuba libre (Mi amor), versione spagnola di Cuba libre.

## Tracce
Testi e musiche di Zucchero, eccetto dove indicato.

### Versione italiana
1. Nena – 4:40 (Abel Zarate, Arcelio Garcia, Pablo Tellez)
2. Baila (remastered) – 3:57 (musica: Zucchero, Robyx)
3. Un kilo (remastered) – 3:31
4. Never Is a Moment – 3:45 (Jimmy La Fave)
5. Guantanamera (Guajira) – 3:48 (testo: Zucchero – musica: José Fernandez Diaz, Joseito Fernandez)
6. Cuba libre (remastered) – 3:30
7. L'urlo (remastered) – 3:06 (musica: Moss, Brown)
8. Indaco dagli occhi del cielo (remastered) – 4:21 (musica: The Korgis)
9. Love Is All Around – 4:05 (testo: Zucchero, Pasquale Panella)
10. Così celeste (remastered) – 4:31
11. Pana (feat. Bebe) – 3:45 (Abel Zarate, Arcelio Garcia, Pablo Tellez)
12. Ave Maria no morro (feat. Djavan) – 3:36 (Herivelto Martins, Manuel Salina)
13. Sabor a ti – 3:12

### Versione internazionale
1. Nena – 4:40 (Abel Zarate, Arcelio Garcia, Pablo Tellez)
2. Baila (remastered) – 3:57 (musica: Zucchero, Robyx)
3. Un kilo (remastered) – 3:31
4. Never Is a Moment – 3:45 (Jimmy La Fave)
5. Guantanamera (Guajira) – 3:48 (testo: Zucchero – musica: anonimo cubano)
6. Cuba libre (remastered) – 3:30
7. L'urlo (remastered) – 3:06 (musica: Moss, Brown)
8. Everybody's Got to Learn Sometime (remastered) – 4:21 (The Korgis)
9. Love Is All Around (Still) – 4:05 (testo: Zucchero, Pasquale Panella)
10. Così celeste (remastered) – 4:31
11. Pana (feat. Bebe) – 3:45 (Abel Zarate, Arcelio Garcia, Pablo Tellez)
12. Ave Maria no morro (feat. Djavan) – 3:36 (Herivelto Martins, Manuel Salina)
13. Sabor a ti – 3:12

### Versione spagnola
1. Nena – 4:40 (Abel Zarate, Arcelio Garcia, Pablo Tellez)
2. Baila morena (feat. Maná) (remastered) – 3:57 (testo: Zucchero, Nuria & Raquel Díaz – musica: Zucchero, Robyx)
3. Un kilo (remastered) – 3:31
4. Never Is a Moment – 3:45 (Jimmy La Fave)
5. Guantanamera (Guajira) (feat. Bebe) – 3:48 (testo: Zucchero – musica: anonimo cubano)
6. Cuba libre (Mi amor) (remastered) – 3:30 (testo: Zucchero, C. Tarque)
7. L'urlo (remastered) – 3:06 (musica: Moss, Brown)
8. Everybody's Got to Learn Sometime (remastered) – 4:21 (The Korgis)
9. Love Is All Around (Still) – 4:05 (testo: Zucchero, Pasquale Panella)
10. Asì Celeste (feat. Pedrito Calvo) (remastered) – 4:31 (testo: Zucchero, F. Paez)
11. Pana (feat. Bebe) – 3:45 (Abel Zarate, Arcelio Garcia, Pablo Tellez)
12. Ave Maria no morro (feat. Djavan) – 3:36 (Herivelto Martins, Manuel Salina)
13. Sabor a ti – 3:12

### Versione Deluxe a edizione limitata
Il cofanetto, realizzato in una particolare scatola di legno che richiama le antiche scatole di sigari cubani, oltre al CD1, CD2 e DVD, contiene anche: il disco in vinile 180 grammi ad alta qualità, un poster gigante del concerto di Zucchero a L'Avana, quattro stampe inedite e una pennetta usb a forma di sigaro.
CD1
1. Nena – 4:40 (Abel Zarate, Arcelio Garcia, Pablo Tellez)
2. Baila (remastered) – 3:57 (musica: Zucchero, Robyx)
3. Un kilo (remastered) – 3:31
4. Never Is a Moment – 3:45 (Jimmy La Fave)
5. Guantanamera (Guajira) – 3:48 (testo: Zucchero – musica: anonimo cubano)
6. Cuba libre (remastered) – 3:30
7. L'urlo (remastered) – 3:06 (musica: Moss, Brown)
8. Indaco dagli occhi del cielo (remastered) – 4:21 (musica: The Korgis)
9. Love Is All Around – 4:05 (testo: Zucchero, Pasquale Panella)
10. Così celeste (remastered) – 4:31
11. Pana (feat. Bebe) – 3:45 (Abel Zarate, Arcelio Garcia, Pablo Tellez)
12. Ave Maria no morro (feat. Djavan) – 3:36 (Herivelto Martins, Manuel Salina)
13. Sabor a ti – 3:12

CD2
1. Baila morena (feat. Maná) (remastered) – 3:57 (testo: Zucchero, Nuria & Raquel Díaz – musica: Zucchero, Robyx)
2. Guantanamera (Guajira) (feat. Bebe) – 3:48 (testo: Zucchero – musica: anonimo cubano)
3. Cuba libre (Mi amor) (remastered) – 3:30 (testo: Zucchero, C. Tarque)
4. Everybody's Got to Learn Sometime (remastered) – 4:21 (The Korgis)
5. Love Is All Around (Still) – 4:05 (testo: Zucchero, Pasquale Panella)
6. Asì Celeste (feat. Pedrito Calvo) (remastered) – 4:31 (testo: Zucchero, F. Paez)

DVD
1. Baila morena
2. Guantanamera (Guajira)
3. Cuba libre
4. Indaco dagli occhi del cielo
5. Love Is All Around
6. Pana
7. Ave Maria no morro

### Versione U.S.A Deluxe a edizione limitata
CD
1. Nena – 4:40 (Abel Zarate, Arcelio Garcia, Pablo Tellez)
2. Baila (remastered) – 3:57 (musica: Zucchero, Robyx)
3. Un kilo (remastered) – 3:31
4. Never Is a Moment – 3:45 (Jimmy La Fave)
5. Guantanamera (Guajira) – 3:48 (testo: Zucchero – musica: anonimo cubano)
6. Cuba libre (remastered) – 3:30
7. L'urlo (remastered) – 3:06 (musica: Moss, Brown)
8. Everybody's Got to Learn Sometime (remastered) – 4:21 (The Korgis)
9. Love Is All Around (Still) – 4:05 (testo: Zucchero, Pasquale Panella)
10. Così celeste (remastered) – 4:31
11. Pana (feat. Bebe) – 3:45 (Abel Zarate, Arcelio Garcia, Pablo Tellez)
12. Ave Maria no morro (feat. Djavan) – 3:36 (Herivelto Martins, Manuel Salina)
13. Sabor a ti – 3:12

DVD (Live in L'Havana)
1. Una rosa blanca – intro
2. Nena
3. Un kilo
4. Cuba libre
5. Never Is a Moment
6. Vedo nero
7. Baila
8. L'urlo
9. Everybody's Got to Learn Sometime
10. God Bless the Child
11. Così celeste
12. Love Is All Around
13. Guantanamera (Guajira)
14. Pana
15. Ave Maria no morro
16. Diamante
17. Pronto
18. Bacco perbacco
19. Like the Sun
20. Spicinfrin Boy
21. Overdose (d'amore)
22. Con le mani
23. Diavolo in me
24. Sabor a ti
25. Senza una donna
26. Per colpa di chi?

- Docufilm del concerto di L'Havana
- Quale senso abbiamo noi (videoclip)
- Never Is a Moment (videoclip)

### Versione a edizione limitata (2016)
Il vinile del disco è stato nuovamente pubblicato nel box set ad edizione limitata Studio Vinyl Collection del 2016.

## I video musicali
- Guantanamera (Guajira), su YouTube.
- Love Is All Around, su YouTube.
- Nena, su YouTube.
- Everybody's Got to Learn Sometime (live), su YouTube.
- Ave Maria no morro (live), su YouTube.
- Never Is a Moment (live), su YouTube.

## Formazione
- Zucchero - voce, pianoforte, chitarra acustica, chitarra elettrica, organo Hammond
- Jorge Reyes - basso
- Peter-John Vettese - tastiera, organo Hammond
- Max Marcolini - chitarra acustica, chitarra elettrica, tastiera
- Michael Fernandez - basso
- Horacio Hernandez - batteria
- Blake Mills - chitarra acustica, chitarra elettrica, ukulele
- Pucho Lopez - pianoforte
- Elmer Ferrer - chitarra acustica, très, chitarra elettrica, chitarra flamenco, mandolino
- Waddy Wachtel - chitarra elettrica in Un kilo
- Joaquín Nuñez Hidalgo - percussioni, congas, maracas, bonghi, guiro, campana, djembè, cabasa, basso, batteria
- Raul Rekow - congas in L'urlo
- José Luìs Quintana - timbales, maracas
- Karl Perazzo - timbales, shaker in L'urlo
- Fabrizio Bosso - tromba
- Roberto Garcia - tromba
- Roberto Molote - tromba
- Antonio Leal Rodriguez - trombone
- Carlos Manuel Millares - sax
- Corrado Rustici - liuto, cori in Baila
- Ariel Monterecy Loynaz, Arlety Valdes, Maria Karla Vices, Rogelio Ernesto Batell Coto, Sexto Sentido, Susana Hernandez Lopez, Yudelkis Lafuente, Vincenzo Draghi - cori
- Arthur Miles - cori in Baila e Cuba libre
- Irene Fornaciari - cori in Cuba libre
- Mino Vergnaghi - cori in Baila e Cuba libre
- Sara Grimaldi - cori in Cuba libre
- James Thompson - cori in Baila

## Successo commerciale
L'album ha raggiunto la vetta della classifica italiana per una settimana. A fine dicembre 2012 è stato certificato disco di platino; a gennaio 2013 doppio disco di platino e a fine dicembre 2013 triplo disco di platino per le oltre 180 000 copie vendute in Italia. È stato il sesto album più venduto in Italia nel 2012. Ha raggiunto il disco d'oro in Austria e Svizzera.

## Classifiche

### Classifiche settimanali
| Classifica (2012)                | Posizione massima |
| -------------------------------- | ----------------- |
| Austria                          | 1                 |
| Belgio (Fiandre)                 | 52                |
| Belgio (Vallonia)                | 52                |
| Croazia                          | 10                |
| Francia                          | 40                |
| Germania                         | 40                |
| Italia                           | 1                 |
| Paesi Bassi                      | 57                |
| Slovenia                         | 29                |
| Svizzera                         | 5                 |
| Classifica (2014)                | Posizione massima |
| Stati Uniti (world)              | 9                 |
| Stati Uniti (Latin Albums Sales) | 43                |
| Stati Uniti (Tropical Albums)    | 6                 |

### Classifiche di fine anno
| Classifica (2012) | Posizione |
| ----------------- | --------- |
| Austria           | 67        |
| Germania          | 300       |
| Italia            | 6         |
| Svizzera          | 86        |
| Classifica (2013) | Posizione |
| Austria           | 38        |
| Germania          | 858       |
| Italia            | 19        |
| Svizzera          | 31        |